# دیسکاورر اینترپرایز
دیسکاورر اینترپرایز (به انگلیسی: Discoverer Enterprise) یک کشتی است که طول آن ۲۵۴٫۴ متر (۸۳۵ فوت) می‌باشد. این کشتی در سال ۱۹۹۹ ساخته شد.